# Platycephala palpata
Platycephala palpata är en tvåvingeart som först beskrevs av Nartshuk 1973.  Platycephala palpata ingår i släktet Platycephala och familjen fritflugor. Inga underarter finns listade i Catalogue of Life.